# مضخة حرارة جيوحرارية بتبادل مباشر

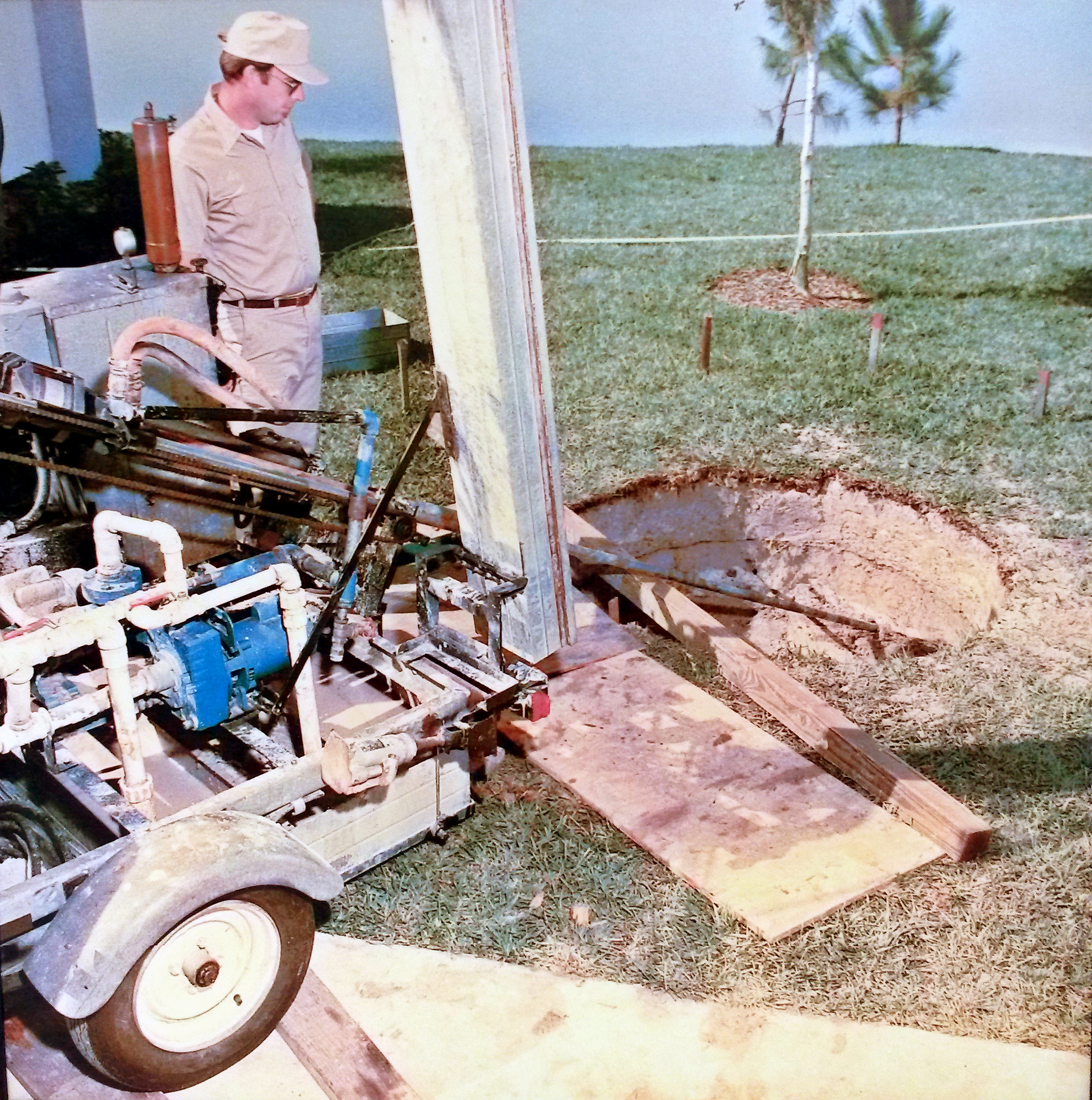
المشروع الأول

تُعد المضخة الحرارة الجيوحرارية ذات التبادل المباشر نوعًا من مضخات الحرارة الجيوحرارية (أو المضخات الحرارية أرضية المصدر) يدور فيها وسيط التبريد عبر الأنابيب النحاسية الموضوعة تحت الأرض. وهي تعمل بنظام جيوحراري بحلقة مغلقة، وذي وسيط تبريد.
تعمل مضخات الحرارة الجيوحرارية ذات التبادل المباشر بشكل مشابه لمضخات الحرارة هوائية المصدر، وفق مبدأ التبريد التبخيري الانضغاطي، إلا أنها تستغل استقرار درجات الحرارة تحت الأرض، التي تكون أقل تغيرًا من درجات حرارة الهواء الخارجي. درجة حرارة باطن الأرض أقل من درجة حرارة الهواء الخارجي في الصيف -ما يجعل باطن الأرض مصرفًا حراريًّا أفضل- وأعلى منها في الشتاء -ما يجعله منبعًا حراريًّا أفضل- لذا فإن مضخات الحرارة الجيوحرارية ذات التبادل المباشر أكثر فعالية من مضخات الحرارة هوائية المصدر. وهي أيضًا أقل ضجيجًا، وأكثر تحملًا، وتتطلب صيانة أقل لأنها لا تمتلك مروحة خارجية أو وشيعة خارجية. بالإضافة إلى ذلك، فانتظام درجة حرارة باطن الأرض بالمقارنة مع الهواء الخارجي يعني إجهادًا أقل على النظام.
في أنظمة التبادل المباشر، يتبادل وسيط التبريد الحرارة مباشرةً مع التربة عبر الأنابيب النحاسية. لذا يشير اسم «التبادل المباشر» إلى انتقال الحرارة بين الأرض والحلقة تحت الأرضية دون استخدام أي وسيط بينهما. على العكس، تعتمد الأنظمة الجيوحرارية التي تستخدم الماء على حلقتين من جهة باطن الأرض: حلقة وسيط تبريد أولي، موجودة في غرفة التجهيزات حيث تتبادل الحرارة مع حلقة تحت أرضية ثانوية مدفونة تحت الأرض ومصنوعة من البولي إيثلين عالي الكثافة الذي يحوي مزيجًا من الماء ومانع التبريد (غليكول بروبيلين، أو ميثانول، أو كحول مشوب).
تزول الحاجة في أنظمة التبادل المباشر إلى أنبوب بلاستيكي ومضخة تدوير مياه كما في الأنظمة الجيوحرارية التي تستخدم الماء. تسمح هذه البساطة للنظام بالوصول إلى مراديد عالية مع استخدام نظام أنابيب مدفونة أقصر وبأنواع أقل من الأنابيب، ما يقلل الأثر البيئي وكلفة التركيب.
كما في جميع مضخات الحرارة أرضية المصدر، تحصد أنظمة التبادل المباشر الطاقة الشمسية بشكل غير مباشر، وذلك بامتصاص الحرارة الشمسية المخزنة عند سطح الأرض. اعتبرت وكالة حماية البيئة الأمريكية أن مضخات الحرارة أرضية المصدر أكثر أنظمة التكييف المتوفرة فعاليةً طاقيةً، وأنظفها بيئيًّا، وأكثرها توفيرًا ماليًّا. توفر مضخات الحرارة الجيوحرارية آفاقًا لتخفيض كبير في الانبعاثات الضارة بالبيئة.

## تاريخها
كانت أول مضخة حرارة جيوحرارية نظام تبادل مباشر بناه روبرت سي. ويبر في أواخر أربعينيات القرن العشرين. كان النظام يستخدم غاز الفريون وأنابيب النحاس المدفونة لزيادة المردود.
بدأت تصاميم مضخات الحرارة الجيوحرارية اللاحقة بإشراك أنبوب بلاستيكي إضافي لإدارة الماء في آبار عميقة في جهد لتجميع حرارة كافية للتطبيقات الصناعية الكبيرة، كمصانع الإسمنت. فتطورت تكنولوجيا المصادر المائية بسبب الاهتمامات الصناعية في حين تأخرت عنها أنظمة التبادل المباشر، والتي كانت مناسبةً أكثر للمشاريع التجارية والسكنية كالشركات الصغيرة والمنازل الشخصية.
تشهد اليوم تكنولوجيا التبادل المباشر، والتي تطورت بالتدريج منذ ثمانينيات القرن العشرين، ازديادًا كبيرًا في الشعبية، وجزء من ذلك يعود إلى بساطتها، ومردودها، وأثرها البيئي. هناك أيضًا وعي متزايد للمسائل البيئية والطاقية بين سكان المدن والضواحي الذين لديهم مساحات محدودة ليركبوا فيها نظامًا من هذا النوع.
في حين كانت تتسع التكنولوجيا في ثمانينيات وتسعينيات القرن العشرين، واجهت العديد من الشركات الصانعة مشاكل مع وسيط التبريد ونظام إدارة الزيت. شكل خط الزيت الراجع تحديًّا على الأخص للأنظمة التي تستخدم وسيط التبريد آر22 والزيوت المعدنية بعد حظر استخدام وسائط تبريد الفلوروكلوروكربونات. كان هذا بسبب انفصال الزيت المعدني ووسيط التبريد آر22 إلى طورين مختلفين في مجال التشغيل ما كان يؤدي إلى مشاكل في الراجع في الأنظمة غير جيدة التصميم. تستخدم الأنظمة الجيوحرارية الحالية زيت البولي أوليستر (بي أو إي) ووسيط التبريد آر-410إيه، وهما يختلطان جيدًا مع بعضهما البعض، ما يؤدي إلى مواصفات ممتازة للزيت الراجع.

## مبادئ التشغيل
مضخات حرارة التبادل المباشر أنظمة جيوحرارية بدارة مغلقة تعتمد على أنابيب نحاس صغيرة (¼” إلى 1-1/8”) لتبادل الحرارة مع الأرض. توضع الأنابيب النحاسية في باطن الأرض وتشكل حلقة تحت أرضية -يشار إليها أحيانًا باسم حلقة الأرض أو حلقة وسيط التبريد- حيث يخضع وسيط التبريد الدائر إلى عملية تحول طوري بتبادل الحرارة مع باطن الأرض: في وضع التسخين يمتص الحرارة ويتحول من سائل إلى غاز (تبخر)، وفي وضع التبريد يعطي الحرارة ويتحول من غاز إلى سائل (تكاثف).
مضخة الحرارة الجيوحرارية ذات التبادل المباشر نوع من أنظمة التدفئة والتبريد المركزية التي تعمل بشكل مشابه للمضخة الحرارية التقليدية، وفقًا لمبدأ الدورة التبخيرية الانضغاطية.
في وضع التسخين تؤدي الأرض دور المبخر. يتوسع وسيط التبريد السائل الآتي -عبر خط السائل- من الوشيعة الداخلية لمضخة الحرارة (التي تؤدي دور المكثف) ويدخل إلى أنبوب ذي قطر أصغر من الحلقة تحت الأرضية. تنتقل الحرارة بعدها من باطن الأرض الأسخن إلى الحلقة الأرضية. يؤدي هذا إلى غليان وسيط التبريد إلى بخار (تبخر) أثناء تقدمه في عبور الحلقة. يخرج بخار وسيط التبريد بعدها من الحلقة الأرضية ويعود -عبر خط البخار- إلى وحدة الضاغط. عند الضاغط، يضغط وسيط التبريد إلى ضغط أعلى ودرجة حرارة أعلى. يسلَّم عندها بخار وسيط التبريد الساخن، فائق التسخين، إلى الوشيعة الداخلية (المكثف) حيث يعطي الحرارة لمائع توصيل الحرارة النهائي للمبنى بمساعدة جهاز التدوير الداخلي. مع طرح بخار وسيط التبريد للحرارة يتكاثف بالتدريج عائدًا إلى حالته السائلة.
في وضع التبريد يؤدي باطن الأرض دور المكثف. يُضخ بخار وسيط التبريد فائق التسهيم من ضاغط المضخة الحرارية عبر خط البخار إلى أنبوب بقطر أكبر من الحلقة الأرضية. تنتقل الحرارة بعدها من الحلقة الأرضية إلى باطن الأرض الأبرد. يؤدي هذا إلى تكاثف وسيط التبريد إلى سائل كامل مع مروره عبر الحلقة. يخرج بعدها وسيط التبريد من الحلقة الأرضية ويعود -عبر خط السائل- إلى الوشيعة الداخلية لتعاد توسعته إلى ضغط أقل ودرجة حرارة أقل. يسمح هذا له بامتصاص الحرارة من المساحة المراد تبريدها لتكييفها بمساعدة جهاز التدوير الداخلي. يسمح هذا أيضًا بإزالة الترطيب بسبب كون درجة حرارة الوشيعة الداخلية (المبخر) أقل من درجة حرارة الغرفة عند نقطة الندى. مع امتصاص وسيط التبريد للحرارة أثناء مروره عبر الوشيعة الداخلية (المبخر)، فإنه -وسيط التبريد- يتبخر ويخرج بخارًا مشبعًا باتجاه ضاغط مضخة الحرارة.